# Lucile Randon
Lucile Randon, conosciuta anche come sœur André (Alès, 11 febbraio 1904 – Tolone, 17 gennaio 2023), è stata una religiosa e supercentenaria francese vissuta 118 anni e 340 giorni.
È stata Decana di Francia dal 19 ottobre 2017, Decana d'Europa dal 18 giugno 2019, e Decana dell'umanità dal 19 aprile 2022 (in seguito alla scomparsa di Kane Tanaka), fino alla data della sua morte.
È stata inoltre la seconda persona europea più longeva di sempre dopo la connazionale Jeanne Calment, e la quarta persona più longeva della storia dietro alla stessa Calment (1875-1997), Kane Tanaka (1903-2022), e Sarah Knauss (1880-1999).
A partire dall'8 febbraio 2021 è stata, inoltre, la persona più anziana la cui età sia stata sottoposta a validazione ad aver superato con successo la COVID-19.
È stata una delle dodici persone che nella storia dell'umanità hanno raggiunto i 117 anni, e una delle quattro ad aver compiuto i 118 anni, ed è inoltre la persona più anziana di sempre ad aver rilevato il primato di Decana dell'umanità: nessun altro/a prima di lei lo ottenne all'età di 118 anni.

## Biografia

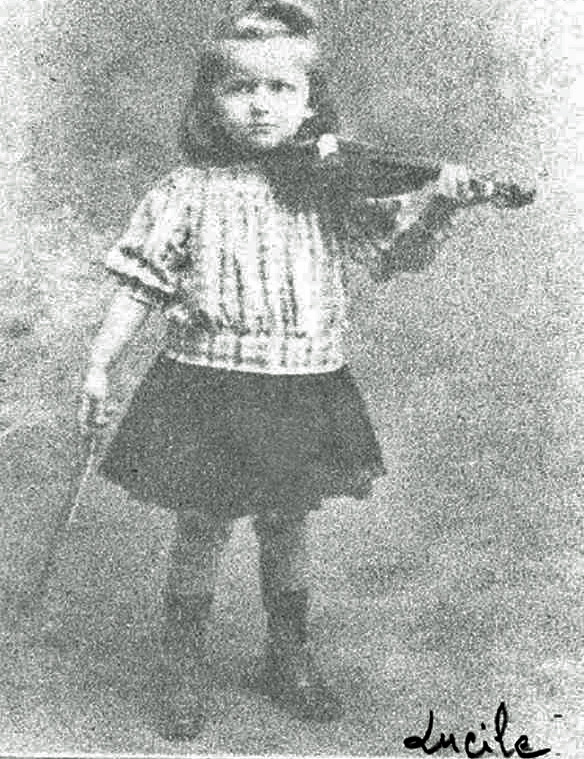
Lucile Randon da bambina.

Nata da una famiglia protestante, era figlia di Paul Randon, insegnante presso la scuola elementare di Alès, nato nel 1866, e di Alphonsine Delphine Yéta Soutoul, nata nel 1869. I suoi nonni paterni erano Casimir Randon (1822-1908) e Léa Gibert (anch'ella nata nel 1822), mentre i suoi nonni materni erano Delphine Dumas (nata nel 1841) e Paul Alphonse Soutoul (nato il 7 dicembre 1835).
Aveva una sorella gemella, Lydie Randon, che morì il 4 agosto 1905, all'età di un anno, e due fratelli: André Amaury Randon (1892-1971) e Lucien Randon (1895-1972).
Nel 1923, a 19 anni, si convertì al cattolicesimo, e nel 1944, vent'anni dopo aver ricevuto i sacramenti, si recò a fare il noviziato presso l'istituto delle Figlie della carità di San Vincenzo de' Paoli. Al momento della professione religiosa scelse per sé il nome di sœur André, in onore del fratello.
L'anno successivo, nel 1945, Lucile Randon entrò in servizio presso l'ospedale di Vichy, dove rimase per 28 anni. Dopo aver lì servito per 28 anni, nel 1973 si è recata a vivere in un Établissement d'hébergement pour personnes âgées dépendantes (EHPAD) del dipartimento della Savoia.
Nel 2009, ormai 105enne, è andata a risiedere in una casa di riposo differente dalla prima, la Sainte-Catherine Labouré, a Tolone.
Il 19 ottobre 2017, alla morte di Honorine Rondello (nata Honorine Jeanne Marie Cadoret), ha acquisito il titolo di Decana di Francia. Il 27 maggio 2018, all'età di 114 anni e 105 giorni, entra nella lista delle 100 persone più longeve accertate di sempre.
Il 25 marzo 2019, all'età di 115 anni e 43 giorni, si è collocata al secondo posto tra i francesi più longevi della storia, dietro solamente a Jeanne Calment che, tra l'altro, è la primatista mondiale.
Il 2 giugno dello stesso anno, all'età di 115 anni e 111 giorni, è divenuta la suora più longeva della storia, superando l'italo-americana Marie-Josephine Gaudette, e il 18 giugno seguente, dopo la morte dell'italiana Maria Giuseppa Robucci, diventa Decana d'Europa.
L'11 febbraio 2020 ha compiuto 116 anni, diventando la seconda persona in Francia a raggiungere questo traguardo dopo Jeanne Calment, e, il 12 maggio seguente, è divenuta la terza persona europea più longeva di sempre, tra quelle documentate con certezza.
Nel gennaio del 2021 la sua casa di riposo è divenuta focolaio della COVID-19, nel più vasto contesto pandemico globale, e il contagio ha raggiunto 53 dei 90 ospiti, divenuti poi 81 su 90.
Il 16 gennaio ha quindi contratto anch'ella la malattia, anche se in maniera totalmente asintomatica. All'interno della stessa struttura sono decedute per cause collegate alla COVID-19 circa dieci persone, alcune delle quali più giovani della Randon di diversi decenni. 
È stata dichiarata guarita l'8 febbraio seguente. Subito dopo ha rilasciato alcune interviste alle TV francesi, mentre la notizia della sua guarigione è stata trasmessa in tutto il mondo.
L'11 febbraio 2021 ha compiuto 117 anni, diventando la decima persona di sempre a raggiungere questo traguardo e la seconda nella storia della Francia. Intervistata da Le Parisien, ha affermato di «non [avere] in programma niente» per la giornata. In quest'occasione è stata celebrata una messa in suo onore; ha dunque avuto modo di dire che consuma ogni giorno del vino e che apprezza molto il porto.
Il 29 giugno 2021, all'età di 117 anni e 138 giorni, ha superato l'età raggiunta dall'italiana Emma Morano, diventando a tutti gli effetti la seconda persona più longeva accertata in Europa. È stata, dal 5 ottobre 2021, a seguito della morte di Francisca Celsa dos Santos, l'ultima persona rimasta in vita nata nell'anno 1904. 
Il 30 ottobre 2021, all'età di 117 anni e 261 giorni, ha superato l'età raggiunta dalla giapponese Nabi Tajima, diventando a tutti gli effetti la quarta persona più longeva accertata al mondo.
Il 3 novembre 2021 ha raggiunto il traguardo dei 43 000 giorni di vita, quarta persona a farlo mentre l'11 febbraio 2022 ha compiuto 118 anni, quarta persona al mondo e seconda in Europa a raggiungere questo traguardo.
Il 19 aprile 2022, a seguito del decesso di Kane Tanaka (1903-2022), è diventata la persona vivente più longeva del mondo.
Sempre a seguito della morte di Kane Tanaka, Lucile Randon era l'unica persona ad essere sopravvissuta alla totalità mondiale delle persone nate nell'anno 1905, poiché il 23 gennaio 2022 morì la brasiliana Antônia da Santa Cruz, ultima superstite al mondo tra i nati nell'anno 1905.
A seguito del decesso di Tekla Juniewicz, avvenuto il 19 agosto 2022, Lucile Randon divenne l'unica persona sopravvissuta anche alla totalità mondiale delle persone nate nell'anno 1906.
Si è spenta serenamente nella notte tra il 16 e il 17 gennaio 2023 a Tolone nella casa di cura in cui viveva da più di dieci anni, all'età di 118 anni e 340 giorni, circa un mese prima di compiere 119 anni, cedendo di conseguenza il titolo di decana dell’umanità alla spagnola Maria Branyas.